# Hadouken!
Hadouken! – brytyjski zespół muzyczny założony w 2006 roku, pochodzący z Leeds/Londynu. Nazwa zespołu pochodzi od specjalnego ciosu postaci (Ryu i Kena) z gry Street Fighter. Grupa gra głównie muzykę new rave i dance punk. Szerzej zaistniała w 2007 roku, wydając singiel „That Boy That Girl”. 5 maja 2008 roku premierę miał ich pierwszy album studyjny – „Music for an Accelerated Culture”. Kolejny, czyli „For the Masses”, wydano 25 stycznia 2010 roku. Na dzień 18 lutego 2013 planowana była premiera ich nowego albumu „Every Weekend”, jednak przełożono ją ostatecznie na 18 marca. 10 listopada 2014 roku zespół zawiesił swoją działalność.

## Historia

### 2006 r. – początek
Zespół został założony w 2006 r. przez wokalistę i producenta Jamesa Smitha. Swój pierwszy koncert zagrał 16 września 2006 r. w Southend.

### 2007 r. – zyskiwanie popularności
W styczniu 2007 przyszły singiel „That Boy That Girl” został puszczony w radiu BBC Radio 1. Prezenter bardzo pozytywnie ocenił pracę zespołu. Wkrótce wydali podwójnego A-sida „That Boy That Girl/Tuning In”, jak i teledysk który szybko znalazł się na liście notowań MTV Two.
W czerwcu 2007 r. premierę miał drugi singiel „Liquid Lives”, który był rzadko puszczany na MTV Two, jednak pozwolił zespołowi znaleźć się w notowaniu UK Singles Chart na 36. miejscu. W tym samym miesiącu Hadouken! zakończył swoją trasę koncertową po Wielkiej Brytanii.
W 2010 r. utwór zespołu „Bombshock” pojawił się na ścieżce dźwiękowej Need for Speed: Hot Pursuit.
Pierwszy raz w Polsce zagościli podczas Audioriver Festival w Płocku 8 sierpnia 2010 roku.
Po raz drugi zespół wystąpił podczas Burn Selector Festival 1 czerwca 2012 roku.
Zagrali również podczas juwenaliów Uniwersytetu Ekonomicznego w Krakowie  w dniu 14 maja 2013.

## Skład
- James Smith – wokal i produkcja
- Daniel Rice – gitara i wokal
- Nick Rice – perkusja
- Alice Spooner – syntezator
- Chris Purcell – gitara basowa

## Dyskografia

### Albumy
- Music for an Accelerated Culture (5 maja 2008)
- For the Masses (25 stycznia 2010)
- Every Weekend (18 marca 2013)

### Minialbumy
- Liquid Lives (25 czerwca 2007)
- Mixtape (2007)
- Not Here to Please You (12 listopada 2007)
- Love, Sweet and Beer (18 listopada 2007)
- iTunes Live: London (2008)
- M.A.D. (14 września 2009)

### Single
| Rok  | Tytuł                  | Najwyższa pozycja | Najwyższa pozycja | Najwyższa pozycja       | Album                            |
| Rok  | Tytuł                  | UK Singles Chart  | UK Dance Chart    | Billboard Hot 100 (USA) | Album                            |
| ---- | ---------------------- | ----------------- | ----------------- | ----------------------- | -------------------------------- |
| 2007 | That Boy That Girl     | 188               | 39                | —                       | Music for an Accelerated Culture |
| 2007 | Liquid Lives           | 36                | —                 | —                       | Music for an Accelerated Culture |
| 2007 | Bounce                 | —                 | —                 | —                       | Not Here to Please You           |
| 2007 | Leap of Faith          | 131               | —                 | —                       | Not Here to Please You           |
| 2007 | Love, Sweat and Beer   | —                 | —                 | —                       | Not Here to Please You           |
| 2008 | Get Smashed Gate Crash | —                 | —                 | —                       | Music for an Accelerated Culture |
| 2008 | Declaration of War     | 66                | —                 | —                       | Music for an Accelerated Culture |
| 2008 | Crank It Up            | —                 | —                 | —                       | Music for an Accelerated Culture |
| 2009 | M.A.D.                 | —                 | —                 | —                       | For the Masses                   |
| 2010 | Turn the Lights Out    | 171               | —                 | —                       | For the Masses                   |
| 2010 | Mic Check              | 85                | 8                 | —                       | For the Masses                   |
| 2010 | House Is Falling       | —                 | —                 | —                       | For the Masses                   |
| 2010 | Mecha Love             | 130               | 20                | —                       | Oxygen EP                        |
| 2010 | Oxygen                 | —                 | 27                | —                       | Oxygen EP                        |
| 2012 | Parasite               | —                 | —                 | —                       | Every Weekend                    |
| 2012 | Bad Signal             | —                 | —                 | —                       | Every Weekend                    |
| 2012 | Daylight               | —                 | —                 | —                       | Every Weekend                    |
| 2013 | Levitate               | 87                | —                 | 69                      | Every Weekend                    |